# Hyagnis philippinensis
Hyagnis philippinensis là một loài bọ cánh cứng trong họ Cerambycidae.